# Josie Bassett
Josie Bassett (17 janvier 1874 - 1er mai 1964) est une éleveuse américaine. Elle et sa sœur "Queen" Ann Bassett sont connues pour leurs histoires d'amour et leurs associations avec de célèbres hors-la-loi, en particulier ceux de la Wild Bunch de Butch Cassidy.

## Jeunesse
Josie Bassett est née dans l'Arkansas. Elle est la première des deux filles de Herb Bassett et Mary Eliza Chamberlain (Elizabeth) Bassett. Alors qu'elle est encore une jeune fille, ses parents emménagent dans un ranch s'étendant sur les frontières tri-états de l'Utah, du Wyoming et du Colorado. Elle et sa sœur ont appris à manier la corde, à monter à cheval et à tirer très jeune. Les deux filles sont envoyées dans des internats réputés dans leur jeunesse, mais elles choisissent toutes les deux de revenir à la vie de ranch à leur adolescence.
Herb Bassett est bien connu de beaucoup de hors-la-loi célèbres d'alors, comme il faisait souvent des affaires avec eux, leur fournissant bœufs et chevaux frais. Parmi ceux qui passent au ranch Bassett, se trouvent "Black Jack" Ketchum, Butch Cassidy, Elzy Lay, Kid Curry, Will "News" Carver et Ben Kilpatrick. Avec ces hors-la-loi notoires venant souvent au ranch, Ann et Josie sont exposées pour la première fois à des hors-la-loi.

## Association avec des hors-la-loi
Josie et Ann sont de jolies jeunes femmes, et ont toutes les deux un côté sauvage. En 1893, Ann Bassett a une relation avec Butch Cassidy, et Josie avec Elzy Lay, ami le plus proche de Cassidy. Quand Cassidy est envoyé en prison pour dix-huit mois, à partir de 1894, Ann commence une relation avec Ben Kilpatrick. Lorsque Cassidy est libéré, Will "News" Carver est en relation avec Josie, qui met fin à leur relation quand Carver se lie avec la prostituée Laura Bullion. Josie, à son tour, s'engage avec Cassidy pendant un temps, jusqu'à ce que Cassidy retourne avec Ann.
C'est le cercle compliqué des relations qui s'est développé entre les filles Bassett et le gang de la Wild Bunch de Cassidy. Malgré les changements apparemment incessants de couples entre les filles de Bassett et les membres du gang, rien n'indique qu'il en a résulté une quelconque animosité.
Josie Bassett aurait été l'une des cinq seules femmes à avoir été autorisées à pénétrer dans le repaire des hors-la-loi appelé « Robbers Roost », situé dans le terrain accidenté de l'Utah, les autres étant sa sœur Ann, la femme d'Elzy Lay Maude Davis, la copine de Sundance Kid Etta Place et celle de Will "News" Carver, Laura Bullion.
Ces relations avec les hors-la-loi, ainsi que le ranch Bassett fournissant de la viande bovine et des chevaux à la bande, aida les sœurs quand elles en ont eu besoin. En 1896, plusieurs riches et puissants éleveurs s'approchent des Bassett pour vendre leur ranch. Lorsque les sœurs refusent, l'association des éleveurs commence à embaucher des cow-boys pour harceler les sœurs, éparpillant et volant leur bétail. Les sœurs en représailles vole du bétail aux éleveurs.
Bien que l'association des éleveurs ait envoyé des cow-boys pour harceler les sœurs et les intimider pour qu'elles vendent, les cow-boys donnent rarement suite à leurs actes, de peur des représailles des hors-la-loi avec qui les sœurs sont connues pour être associées. Une légende raconte que Kid Curry, facilement le plus redouté de la bande de la Wild Bunch, aurait approché plusieurs cow-boys connus pour travailler pour les éleveurs et leur a conseillé de laisser les filles Bassett tranquilles. Cette histoire ne peut être confirmée, mais ce qui est certain, c'est qu'en 1899, les sœurs reçoivent très peu de pression pour vendre.

## Après le temps des hors-la-loi
Avec le temps, le gang de Wild Bunch finit par disparaître. En 1904, la plupart de ses membres les plus proches des filles Bassett ont été tués ou capturés. L'ancien amant de Josie, Elzy Lay, membre du gang de la Wild Bunch, aurait rendu visite à Ann et Josie au ranch peu après sa libération de prison en 1906 avant de s'installer en Californie où il vécut le reste de sa vie en respectable homme d'affaires. Bien qu'il ait été tué en Bolivie, Josie a affirmé que Butch Cassidy lui a rendu visite en 1930 et a vécu dans l'Utah jusqu'à la fin des années 1940.
Josie Bassett vécut la majeure partie de sa vie sur la propriété de son père, exploitant le ranch et choisissant une vie en grande partie en plein air, le camping, la pêche et la chasse étant ses principaux hobbies. Elle se maria cinq fois au cours de sa vie. Elle divorça de quatre de ses maris, prétendument en leur courant après avec une poêle à frire. Un cinquième mari mourut, apparemment d'alcoolisme, mais des rumeurs persistent à dire que Josie l'aurait empoisonné. Avec un mari, Carl McKnight, Bassett eut deux fils, Crawford McKnight et Herbert « Chick » McKnight.
En 1913, elle emménage dans une propriété près de Vernal, en Utah, et fait de la construction d'un nouveau ranch le dévouement de sa vie. En 1924, Crawford l'aide à construire une nouvelle cabane sur cette propriété.
Pendant la Grande Dépression, elle fournit de la nourriture à d'autres personnes dans la région, en particulier avec de la viande bovine. Elle fabrique son propre savon, coud ses propres vêtements, et devient connue pour ses prouesses à la chasse au cerf, qu'elle pratique souvent non seulement pour sa propre famille, mais aussi pour aider à nourrir les voisins moins privilégiés. À une occasion, un garde-chasse s'est arrêté près de sa cabane annonçant qu'il était là pour l'arrêter pour braconnage. Elle avoua qu'elle venait de tuer un cerf et d'emmener la carcasse. Le garde-chasse plaisantait et ne prit aucune mesure.
Pendant les années de la Prohibition, Josie fabrique et vend du whisky de contrebande mais elle ne sera jamais arrêtée. Des années après la prohibition, elle a continué à faire son propre brandy et whisky jusqu'à ce qu'elle soit finalement avertie que des agents de police cherchaient son alambic et son fils menaçant de le détruire.
En 1936, l'éleveur et ancien adversaire Jim Robinson l'accuse d'abattre son bétail et de le vendre en ville. Six autres éleveurs se joignent aux accusations. Des peaux de carcasses sont retrouvées sur sa propriété. Bassett est arrêtée. Elle affirme que les preuves ont été placées sur son terrain. Plusieurs voisins lui fournissent l'argent de la caution jusqu'à son procès. Elle est jugée deux fois, chacune se terminant par un désaccord du jury. Après le deuxième procès, le procureur local abandonnent les accusations.
En 1945, elle est victime d'un projet foncier et perd la plupart de ses terres. Cependant, elle vécut simplement dans sa cabane et subvient bien à ses besoins jusque dans sa quatre-vingtième année. Plus tard, elle devint excentrique, et parlait souvent avec les voisins de ses jours sauvages et de ses associations avec des hors-la-loi.
En décembre 1963, elle tombe de cheval, se brisant la hanche. Elle décède quelques mois plus tard à l'âge de 90 ans. Elle était la dernière associée restante de la bande de la Wild Bunch, ainsi que la dernière source directe d'information sur ses membres, leurs personnalités, leurs traits et leurs attitudes.